# Aphantophryne minuta
Aphantophryne minuta är en groddjursart som beskrevs av Richard G. Zweifel och Parker 1989. Aphantophryne minuta ingår i släktet Aphantophryne och familjen Microhylidae. IUCN kategoriserar arten globalt som otillräckligt studerad. Inga underarter finns listade i Catalogue of Life.